# Фелдиоара (Клуж)
Фелдиоара (рум. Feldioara) насеље је у Румунији у округу Клуж у општини Катина. Oпштина се налази на надморској висини од 338 m.

## Становништво
Према подацима из 2002. године у насељу је живело 601 становника.

### Попис2002.
| Расподела становништва по националности 2002.‍ | Расподела становништва по националности 2002.‍ | Расподела становништва по националности 2002.‍ | Расподела становништва по националности 2002.‍ | Расподела становништва по националности 2002.‍ |
| --------------------------------------------- | --------------------------------------------- | --------------------------------------------- | --------------------------------------------- | --------------------------------------------- |
|                                               |                                               |                                               |                                               |                                               |
| Румуни                                        | Румуни                                        |                                               | 322                                           | 53,6%                                         |
| Мађари                                        | Мађари                                        |                                               | 254                                           | 42,3%                                         |
| Роми                                          | Роми                                          |                                               | 25                                            | 4,2%                                          |